# John William Ritchie
John William Ritchie (ur. 26 marca 1808, zm. 13 lub 18 grudnia 1890) – kanadyjski polityk konserwatywny drugiej połowy XIX wieku związany z prowincją Nowa Szkocja. Był uczestnikiem konferencji londyńskiej. Zaliczany jest do grona Ojców Konfederacji, której był zwolennikiem.
Urodził się w Annapolis Royal w Nowej Szkocji. Nigdy nie uczęszczał do szkół, za to otrzymał solidne domowe wykształcenie, a następnie studiował prawo w biurze adwokackim swojego wuja Jamesa W. Ritchie. W 1831 zdobył licencję prawniczą i otworzył własne biuro w Halifaksie. W 1837 rozpoczął karierę urzędniczą, zdobywając posadę w Zgromadzeniu Legislacyjnym. Zajmował się między innymi prawem bankowym i napisał statut dla Bank of Halifax, by następnie zostać jego pierwszym dyrektorem. W 1859 został członkiem trzyosobowego komitetu powołanego w celu przeprowadzenia prawniczego dochodzenia w sprawie własności ziemskiej na Wyspie Księcia Edwarda (zobacz sprawa „nieobecnych ziemian” w artykule Historia Wyspy Księcia Edwarda). W 1863 został członkiem rady nadzorczej Dalhousie University. Był także współzałożycielem towarzystwa Nova Scotia Historical Society i został jego pierwszym prezydentem.
W 1864 wkroczył w świat polityki wraz z wyborem do Zgromadzenia Legislacyjnego. Szybko został powołany do gabinetu, obejmując stanowisko prokuratora generalnego. Ritchie popierał konfederacyjne dążenia Charlesa Tuppera. Choć nie uczestniczył w konferencjach konfederacyjnych (Konferencja w Charlottetown i konferencja w Quebecu), został włączony do nowoszkockiej delegacji na Konferencję Londyńską. W 1867 został senatorem. W 1870 powrócił do pracy sędziego. Zmarł w swej posiadłości pod Halifaksem.